# Petite Bosse
La Petite Bosse est un bombement neigeux, culminant à 4 547 m, sur la voie normale du mont Blanc (l’arête des Bosses), entre la Grande Bosse et le rocher de la Tournette. Elle ne fait pas partie de la liste officielle des 82 sommets des Alpes de plus de 4 000 mètres d'altitude, mais apparaît dans la liste complémentaire des sommets secondaires.